# Geelwangschildpad
De geelwangschildpad (Trachemys scripta troostii) is een schildpad uit de familie van de moerasschildpadden (Emydidae). De wetenschappelijke naam van de ondersoort werd gepubliceerd in 1836 door John Edwards Holbrook. Hij vernoemde de ondersoort naar de Nederlands-Amerikaanse onderzoeker Gerard Troost. Oorspronkelijk werd de wetenschappelijke naam Emys troosti gebruikt.

## Algemeen
De ondersoort komt voor in de Verenigde Staten in onder andere de staten Tennessee, Kentucky, Georgia, en Alabama. De geelwangschildpad komt ook voor in het noorden van Mexico. De biotoop bestaat uit moerassige gebieden, rivieren en meren met enkele boven het water uitstekende objecten om te kunnen zonnen, wat de schildpadden in groepen doen en waarbij ze vaak op elkaar kruipen. Bij verstoring duikt de groep met veel geplons in het water. Het voedsel bestaat uit vlees, vis en waterplanten.
Deze schildpadden houden geen winterslaap. In de winter moet de temperatuur van het water wel 2 à 3 graden lager zijn dan in de zomer, maar nooit lager dan 18 °C.

## Uiterlijke kenmerken
De geelwangschildpad bereikt een maximale schildlengte van 21 centimeter; mannetjes blijven kleiner en hebben langere nagels en een langere, dikkere staart. Het rugschild is bol van vorm, bij jongere exemplaren wat platter. Ook hebben jongere dieren een sterk afstekende landkaarttekening op het schild die met de jaren vervaagt. Een typisch kenmerk zijn twee evenwijdig lopende strepen op de zijkanten van de kop die eindigen bij het oog. Soms kan dit oranje zijn. Bij de verder sterk gelijkende roodwangschildpad zit hier een opvallende rode vlek.

### Verschil tussen geelbuik- en geelwangschildpad
De geelwangschildpad lijkt sterk op de geelbuikschildpad. De geelwangschildpad heeft twee horizontale gele strepen evenwijdig van elkaar op de zijkant van de kop, en een buik met vele donkerbruine vlekken. De geelbuikschildpad is te herkennen door de "S" vormige, gele streep op de zijkant van de kop, en de buik heeft meestal geen tot enkele vlekken.
Bij 'pure', niet-gekruiste exemplaren zijn deze vaak goed te zien, maar kruisingen hebben vaak kenmerken van beide ondersoorten en zijn moeilijk te onderscheiden. In de Nederlandse en Vlaamse reptielenwereld worden overwegend veel kruisingen tussen deze twee ondersoorten ontdekt; dit omdat de twee ondersoorten veel met elkaar zijn gemixt.

## Exoot

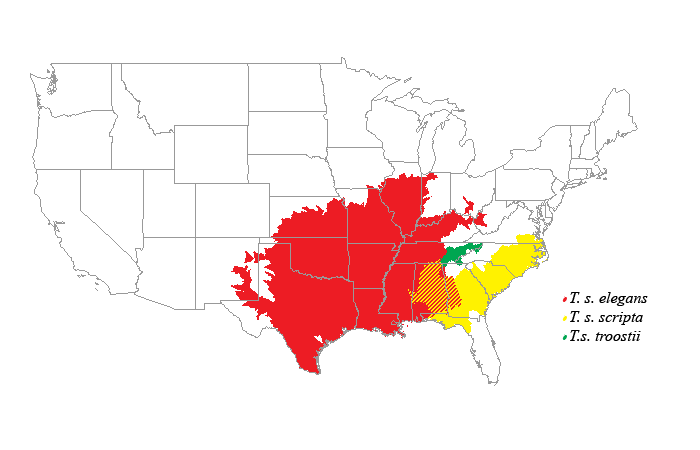
Natuurlijk verspreidingsgebied in de Verenigde Staten van :
roodwangschildpad
geelbuikschildpad
geelwangschildpad

In Nederland en België is de geelwangschildpad op verschillende plaatsen uitgezet waar het een bedreiging kan vormen voor inheemse flora en fauna. Het klimaat in deze landen is te koud voor succesvolle voortplanting, maar sommige dieren kunnen zich jarenlang handhaven. Bij verdere opwarming van het klimaat valt in de toekomst succesvolle voortplanting niet uit te sluiten.

## Gevangenschap
Toen er in 1997 een invoerverbod op de roodwangschildpad (Trachemys scripta elegans) kwam, schakelde de handel over op twee andere ondersoorten van Trachemys scripta; de geelbuikschildpad (Trachemys scripta scripta) en deze ondersoort. Sinds 2017 staat de soort, inclusief de ondersoorten op de lijst van invasieve exoten die zorgwekkend zijn voor de Europese Unie.. Voor alle ondersoorten geldt dus een invoerverbod.

### Huisvesting
Een volwassen koppel geelwangschildpadden heeft een minimale huisvesting nodig van 150 cm lang, 50 cm breed en 50 cm hoog, met een waterdiepte van minimaal 40 cm. Vrouwtjes hebben een vrij groot landgedeelte nodig met zand voor ei-afzet, maar beide seksen houden van zonnen. Naast een landgedeelte worden boven water uitstekende objecten gewaardeerd. Vrouwtjes leggen overigens onbevruchte eieren bij gebrek aan een mannetje. Als het vrouwtje geen eitjes kan leggen, kan ze last krijgen van legnood, waarbij men zich tot een in reptielen gespecialiseerde dierenarts zal moeten wenden om het dier te behouden.
De ideale watertemperatuur van deze soort ligt tussen de 24 en de 28 °C en zou nooit onder de 18 °C mogen zakken. De luchttemperatuur moet ongeveer 2 °C hoger zijn; dit om ziekten te voorkomen. De watertemperatuur is te regelen met een verwarmingselementje, zoals een warmtemat.
Om te voorkomen dat het aquarium iedere week moet worden verschoond - vlees en vis zijn rottingsgevoelig - kan het best een buitenfilter worden geïnstalleerd. Een buitenfilter is vrij prijzig, maar wel makkelijk. Een buitenfilter is een systeem dat het water schoon houdt door het via slangetjes door een ruimte met filtreersubstraat te leiden. Het buitenfilter moet meestal ongeveer elke maand schoongemaakt worden om verstopping te voorkomen, het gefilterde aquarium iedere zes maanden. Het best is om iedere dag de fecaliën en etensresten weg halen.
Op het landgedeelte dient een warmtelamp gericht te worden, waar de schildpad niet bij kan. Een waterschildpad is een koudbloedig dier en moet warmte opnemen om op temperatuur te blijven. Een goede uv-lamp is ook prijzig, maar wel noodzakelijk. Door de uv-straling wordt vitamine D2 deels omgezet in vitamine D3. Deze vitamine is erg belangrijk voor de spijsvertering, het schild en de botten.
Een bodembedekking heeft voor- en nadelen;  voordeel is dat het aquarium er sfeervoller uitziet. Ook eten veel schildpadden vaak kleine steentjes om voedsel beter te verteren. Een groot nadeel is dat vuil en bacteriën zich snel ophopen in het substraat. Zonder bodembedekking zijn vuil en etensresten makkelijk met een netje van de bodem te scheppen.

#### Voedsel
Kleine schildpadden tot ongeveer een half jaar hebben elke dag eten nodig, schildpadden van een half tot twee jaar ongeveer om de dag en volwassen schildpadden van ouder dan twee jaar één à twee keer per week.
In de natuur eten waterschildpadden vooral vlees, vis en waterplanten. De liefhebber bootst dit na om het natuurlijk gedrag te stimuleren en de gezondheid te handhaven. In gespecialiseerde dierenwinkels is ook 'kant-en-klaar' schildpaddenvoer verkrijgbaar. Dit bestaat vaak uit gedroogde insecten en garnaalachtige kreeftjes, en is niet voldoende voor de geelwangschildpad. Het is een tussendoortje en er zitten niet genoeg vitamines in.
In gevangenschap eet de schildpad van alles, vlees als biefstuk, tartaar, geweekte kattenbrokken (voor vitamine D3) en vis (liefst levend) worden zeer op prijs gesteld, naast de benodigde groenten als andijvie en fruit als appel. Daarnaast kunnen ook pinkies (baby-muisjes), garnalen, krekels, regenwormen, muggenlarven (rode, dit zijn larven van de dansmug en steken niet), wasmotten (niet te veel, worden ze dik van) en moriowormen worden aangeboden, eens in de week een halve eierschaal aanbieden is goed voor de calciumhuishouding. Geef eierschalen nooit als volledige maaltijd.
Een aantal voedsel soorten is minder geschikt; banaan heeft een te hoog suikergehalte, levende insecten zoals steekvliegen en wespen kunnen bijten of steken, sla veroorzaakt diarree en hondenvoer is ook niet goed voor ze. Kant-en-klare schildpaddenvoer is niet geschikt als hoofdmaaltijd. Ook bepaalde planten zijn giftig voor de schildpad, zoals klimop.